# 老いの過ち
『老いの過ち（フランス語: Péchés de vieillesse）』はジョアキーノ・ロッシーニ晩年の作品の総題である。日本語表記（日本語訳）としては『老年の罪』、『老年のいたずら』、『老いのいたずら』もある。
本作の斬新な着想と和声法はフランス近代音楽に大きな影響を与えた。また、ジョルジュ・ビゼーやカミーユ・サン＝サーンスを世に送り出す手助けともなった。

## 概要
ロッシーニは1836年、44歳の時にイタリア北部のボローニャで引退生活に入った。以降は亡くなるまで、料理の創作やレストランの経営を行うといった悠々自適の生活を送っていた。しかし、作曲活動から一切手を引いたわけではなく、毎週土曜日に自宅サロンで演奏会を催しては、ピアノ曲を中心とした自作を披露していた。そういった作品を集めて、ロッシーニ自身が編纂したものが『老いの過ち』と称される曲集である。
ピアノ曲だけでなく、声楽曲、室内楽曲など様々な作品が集められており、多彩な内容となっている。
1919年にバレエ・リュスによって上演された『風変わりな店』は、本作品の一部の曲をレスピーギが編曲したものを使用している。

## 総題について
1813年に執筆された『ブルスキーノ氏』の自筆楽譜が1858年に再発見された。その際にロッシーニは自筆稿である旨の宣言、署名と共に「我が若気の過ち（イタリア語: peccato di mia gioventù）」という語句を記した。この文はフランス語の成句「péchés de jeunesse」に相当するものである。その裏返しとして、ロッシーニは「Péchés de vieillesse」と洒落で名付けたのではないかと日本ロッシーニ協会会長の水谷彰良は推測している。
また、日本語訳については、仏: Péchés=伊: peccatoを「罪」と訳した場合には宗教的な意味合いとしての罪、大罪や犯罪を連想させ、「いたずら」では逆に軽すぎると解釈して、日本ロッシーニ協会および水谷彰良は「過ち」を採用している。

## 内容
1. イタリアのアルバム
2. フランスのアルバム
3. 慎み深い小品集
4. 4つのデザートと4つの前菜
5. 青春の子供たちのためのアルバム
6. 如才のない子供たちのためのアルバム
7. わらぶきの家のアルバム
8. 館のアルバム
9. ピアノ、ヴァイオリン、チェロ、ハルモニウム、ホルンのためのアルバム
10. ピアノのための雑集
11. 声楽の雑集
12. アルバムのための幾つかのささいなこと
13. 穏やかな音楽
14. その他の老いの過ち